# Michael Platten
Michael Platten (* 20. Januar 1971 in Bonn) ist ein deutscher Neurologe und Hochschullehrer.

## Leben
Michael Platten studierte 1991 bis 1998 Medizin an der Universität Bonn, der Harvard Medical School in Boston/Massachusetts (USA) sowie der Universität London (GB). 1998 promovierte er am Institut für Neuropathologie der Universität Bonn. Nach seinem praktischen Jahr an der Neurologischen Klinik der Universität Tübingen folgten Forschungstätigkeiten am Universitätsklinikum Tübingen und dem Department of Neurological Sciences an der Stanford University (USA). Seine Facharztausbildung zum Neurologen schloss Michael Platten 2006 ab. Er habilitierte im gleichen Jahr an der Neurologischen Universitätsklinik Tübingen. Nach seiner Tätigkeit als Oberarzt in der Abteilung Allgemeine Neurologie am Universitätsklinikum Tübingen wechselte er 2007 als Stellvertretender Ärztlicher Direktor der Abteilung Neuroonkologie an das Universitätsklinikum Heidelberg. Im selben Jahr wurde er zum Leiter der Helmholtz-Hochschul-Nachwuchsgruppe „Experimentelle Neuroimmunologie“ am Deutschen Krebsforschungszentrum (DKFZ) in Heidelberg ernannt. Seit 2013 ist er am DKFZ Leiter der Klinischen Kooperationseinheit Neuroimmunologie und Hirntumorimmunologie sowie dort seit 2019 Sprecher des Forschungsschwerpunkts Immunologie und Krebs.
2010 erhielt Michael Platten den Ruf als Professor für Experimentelle Neuroimmunologie an der Medizinischen Fakultät Heidelberg. Nachdem er 2014 bis 2016 Stellvertretender Ärztlicher Direktor der Neurologischen Klinik des Universitätsklinikums Heidelberg war, wechselte er 2016 an die Neurologische Klinik des Universitätsklinikums Mannheim und ist dort seitdem Ärztlicher Direktor. Einhergehend mit seinem Wechsel folgte der Ruf auf die Professur für Neurologie an der Medizinischen Fakultät Mannheim der Universität Heidelberg. Michael Platten ist Gründungsdirektor des Mannheimer Zentrums für Translationale Neurowissenschaften der Medizinischen Fakultät Mannheim der Universität Heidelberg.

## Arbeitsschwerpunkte
Michael Platten ist approbierter Facharzt für Neurologie mit Zusatzbezeichnung medikamentöse Tumortherapie. Zu seinen klinischen Schwerpunkten gehören neben der Behandlung von Patienten mit entzündlichen Erkrankungen des Nervensystems, wie der Multiplen Sklerose, die Behandlung von Patienten mit Hirntumoren.

## Forschungsschwerpunkte
Wissenschaftlich beschäftigt sich Michael Platten mit den Themenfeldern Neuroimmunologie und Hirntumorimmunologie. Er entwickelt Immuntherapien gegen Hirntumoren und erforscht, wie Immunantworten durch Krebserkrankungen unterdrückt werden. Platten ist stellvertretender Sprecher des Sonderforschungsbereichs 1389 Understanding and Targeting Resistance in Glioblastoma (UNITE Glioblastoma). Im Web of Science führt er über 370 Publikationen und gehört seit 2019 zu den „Top 1 Prozent“ der meistzitierten Wissenschaftler.

## Auszeichnungen
- 2024 Paul-Martini-Preis
- 2019 Deutscher Krebspreis
- 2012 Sir Hans Krebs Preis der Freunde und Förderer der Medizinischen Hochschule Hannover
- 2011 Chica und Heinz Schaller Preis
- 2010 Heinrich-Pette-Preis der Deutschen Gesellschaft für Neurologie
- 2008 Felgenhauer-Preis der Deutschen Gesellschaft für Neurologie
- 2006 Helmut-Bauer-Nachwuchspreis für Multiple-Sklerose-Forschung
- 2000 Basic Young Scientist-Preis des Europäischen Verbandes der Neuroonkologie

## Mitgliedschaften
Michael Platten ist Mitglied in folgenden Fachgesellschaften:
- Deutsche Gesellschaft für Neurologie
- Fellow der European Academy of Neurology
- Deutsche Krebsgesellschaft
- Neuroonkologische Arbeitsgemeinschaft der DKG (Vorstandsmitglied)
- European Association for Neuro-Oncology
- American Academy of Neurology
- European Organisation for the Research and Treatment of Cancer Brain Tumor Group (EORTC-BTG)
- Society for Neuro-Oncology (SNO)
- European Association of Neuro-Oncology (EANO, Chair Scientific Committee)
- European Academy of Tumor Immunology (EATI)
- Association for Cancer Immunotherapy (CIMT)
- Deutsches Konsortium für Translationale Krebsforschung
- Nachwuchsausschuss der Deutschen Krebshilfe
- Forschungsschwerpunkt Translationale Neurowissenschaften der Medizinischen Fakultät Mannheim